# Ibn Abi Zar
Ibn Abi Zar (en arabe : أبو الحسن علي بن أبي زرع الفاسي) est un historien maghrébin du XIVe siecle, considéré comme l'auteur du texte médiéval de l'histoire du Maghreb connu sous le nom de Rawd al-Qirtas, écrit durant le règne du sultan mérinde Abu Said Uthman II. Les détails sur sa vie sont rares, mis à part qu'il a étudié à Fès.